# Quarta vidual
La quarta vidual consisteix en la quarta part de l'herència líquida del premort.
Segons el capítol II del títol IV de la llei 40/1991, de 30 de desembre, Codi de successions per causa de mort en el dret civil de Catalunya (ara derogat pel Codi Civil de Catalunya Llibre quart, Títol V, Capítol II, en vigor d'1-1-2009), la quarta vidual atribueix al consort sobrevivent acció de caràcter personal per a exigir als hereus del premort:
1. L'adjudicació en propietat de béns hereditaris o llur equivalència en diners, a elecció dels hereus del premort, en la forma establerta per al pagament de la quarta trebel·liànica en la modalitat de reclamació.
2. La part proporcional dels fruits i les rendes de l'herència percebuts des del dia de la mort del consort o de llur valor en diners, llevat els corresponents a l'any de plor.

La quarta vidual no confereix al sobrevivent la qualitat d'hereu del premort ni el dret d'acréixer en la successió d'aquest.
Té dret a reclamar la quarta vidual el consort sobrevivent que amb els seus béns propis, units als que li puguin correspondre en l'herència del premort, encara que no els exigeixi o que els renunciï, no tingui, en morir l'altre cònjuge, mitjans econòmics suficients per a la seva còngrua sustentació, atès el nivell de vida que havien mantingut els consorts i el patrimoni relicte.
El consort sobrevivent no té dret a reclamar la quarta vidual en dos casos:
1. En el cas que, en morir l'altre cònjuge, n'estigui separat judicialment o de fet, per una causa que li sigui exclusivament imputable. Si hi ha pendent demanda de separació, de divorci o de nul·litat del matrimoni, els hereus del premort poden prosseguir l'acció plantejada als efectes de la denegació de la quarta vidual.
2. En cas que sigui declarat indigne de succeir al consort premort.

En el Dret especial de Tortosa, no té dret a la quarta vidual la vídua a la qual el marit ha atribuït escreix o una altra donació nupcial.
En qualsevol cas, s'imputen a la quarta vidual, als efectes de la seva disminució, els béns o els drets que en la seva herència el premort ha atribuït al consort, encara que aquest els renunciï, juntament amb els propis del consort i amb les rendes i salaris que aquest percep, que han ésser capitalitzats, a aquest efecte, a interès legal del diner.
Per l'herència a la fixació de la quarta vidual cal atenir-se al valor dels béns de l'herència al temps de determinar-la, deduïts les despeses de darrere de malaltia, enterrament i funeral del premort i els deutes hereditaris.
El consort sobrevivent pot demanar la reducció o la supressió de les donacions entre vius atorgades pel premort amb el designi de defraudar la quarta vidual.
Són aplicables a la determinació de la quarta vidual, en tant que ho permeti la seva pròpia naturalesa, les regles de la quarta falcídia, sense prèvia deducció de llegítimes ni obligació de formar inventari.
L'acció per a reclamar la quarta vidual s'extingeix:
1. Per la renúncia expressa del sobrevivent després de la mort del causant.
2. Per la mort del sobrevivent sense haver-la exercitada.
3. En contreure matrimoni el sobrevivent, o per la convivència marital amb una altra persona, després de la mort del causant i abans d'exercitar-la.
4. Per prescripció, al cap de cinc anys a comptar de la mort del consort.

El sobrevivent perd el dret a la quarta vidual si abandona o negligeix greument els fills comuns menors d'edat.
Tanmateix, no ha de restituir els fruits percebuts.
El consort sobrevivent pot demanar que sigui anotada preventivament en el Registre de la Propietat la demanda de reclamació de la quarta vidual.